# Stuart Soane
Stuart Soane (sinh ngày 5 tháng 11 năm 1987 ở Dunfermline) là một cầu thủ bóng đá người Scotland hiện tại thi đấu cho Forres Mechanics tại Highland Football League.
Anh bắt đầu sự nghiệp khi ký bản hợp đồng toàn thời gian cùng với Inverness Caledonian Thistle vào mùa hè năm 2005, sau khi vượt qua hệ thống trẻ của câu lạc bộ. Anh có màn ra mắt trong thất bại 2-0 của Falkirk vào ngày 3 tháng 5 năm 2006. Anh rời khỏi câu lạc bộ vào mùa hè năm 2007.
Giai đoạn sau của mùa hè, anh ký hợp đồng với Peterhead với hợp đồng bán thời gian. Sau đó Soane ký hợp đồng thi đấu cho đội bóng Highland League Huntly vào tháng 7 năm 2008.